# Lopo Dias Rebelo
Lopo Dias Rebelo (1410 -?) foi um nobre do Reino de Portugal, alcaide-mor de Santarém, Senhor da Honra de Rebelo. Foi morador na localidade de Alvelos durante o Reinado de D. Duarte I de Portugal e de e D. Afonso V de Portugal tendo sido Coudel-mor da localidade em 1442.

## Relações familiares
Foi filho de Diogo Lopes Rebelo e casado por duas vezes, a primeira com Isabel Vaz Cardoso (1470 -?) filha de Azuil Cardoso (1450 -?), senhor da Honra de Cardoso e de Joana de Moura, de quem teve:
1. Florença Cardoso casada com Domingos Pires de Meira,
2. Lopo Dias Rebelo (c. 1490 -?),
3. Rui Lopes Rebelo casado com Branca Lourenço de Carvalho (1485 -?) filha de Afonso Lourenço de Carvalho, senhor de Souto de El-Rei, actual Vila Nova de Souto d'El-Rei e de Mór Rodrigues de Freitas,
4. Álvaro Rebelo casado com Inês Fernandes, “a Rica”,
5. Brites Cardoso (c. 1490 -?) casada com Lourenço Afonso de Carvalho (1485 -?),
6. Catarina Dias Rebelo casada com Álvaro Dias da Torre,
7. Joana Rabelo .

O segundo casamento foi com Maria Afonso de Carvalho, de quem teve:
1. Brites Dias Rebelo (1440 -?) casada com Fernão Gomes de Abreu.

## {Ver também
- Lista de alcaides de Santarém